# WR 104
WR 104 è una stella di tipo Wolf-Rayet, localizzata a circa  8000 anni luce dalla Terra, nella costellazione del Sagittario.
WR 104 fa parte  di un sistema binario composto da due stelle che ruotano vorticosamente l'una accanto all'altra. La compagna di WR 104 è una stella di classe O. Le due stelle hanno un periodo orbitale di 220 giorni. I venti stellari dei due astri generano una spettacolare quanto rarissima nube a spirale la cui estensione potrebbe coprire una distanza pari a 20 volte il nostro sistema solare.
A causa della sua enorme massa, e trovandosi allo stato di stella di Wolf-Rayet, WR 104 è destinata a esplodere in una supernova entro breve periodo. In rari casi, può accadere che l'esplosione di una stella di Wolf-Rayet in una supernova generi un devastante lampo gamma, ovvero un fascio altamente energetico di raggi gamma che si propoga nella direzione dell'asse di rotazione della stella, e la cui straordinaria intensità sarebbe di gran lunga superiore a qualsiasi altro fenomeno dell'Universo. L'energia rilasciata in pochi secondi da un lampo gamma è pari a tutta l'energia prodotta dal nostro Sole nell'arco della sua intera esistenza.
Alcune osservazioni ottiche indicano che l'asse di rotazione di WR 104 sarebbe allineato entro i 16° con il Sistema solare. In tali condizioni, alcuni scienziati sostengono che se questa possibilità si avverasse, il lampo gamma riuscirebbe a spazzare via circa il 25% dell'atmosfera terrestre, anche ad una distanza di 8 000 anni luce, con effetti devastanti per la vita sul nostro pianeta. Tuttavia, nel 2009 sono stati ottenuti ulteriori dati per via spettroscopica sul sistema stellare, che suggeriscono che l'asse della stella sia invece inclinato di 30-40° rispetto alla Terra. In questo caso la Terra non sarebbe colpita dal lampo gamma anche se l'esplosione della supernova dovesse produrlo.